# Ingrid Strobl
Ingrid Strobl (* 6. April 1952 in Innsbruck; † 25. Jänner 2024 in Köln) war eine österreichische Journalistin, Buchautorin und Dokumentarfilmerin. Von 1979 bis 1986 war sie Redakteurin der Zeitschrift Emma. Strobl forschte und publizierte über Frauen im Widerstand gegen den Nationalsozialismus im deutsch besetzten Europa mit einem Schwerpunkt auf jüdischen Widerstand. Wegen der Unterstützung einer terroristischen Vereinigung nach StGB § 129a in Zusammenhang mit den Revolutionären Zellen und der Roten Zora und Beihilfe bei der Herbeiführung einer Sprengstoffexplosion saß sie eine mehrjährige Haftstrafe ab.

## Leben
Ingrid Strobl studierte Germanistik und Kunstgeschichte an den Universitäten Innsbruck und Wien. Sie wurde 1978 mit der Dissertation Rhetorik im Dritten Reich an der Universität Wien promoviert. Während des Studiums engagierte sie sich in der Neuen Frauenbewegung. Sie arbeitete zunächst freiberuflich beim ORF in Wien, zog 1979 nach Köln und war von 1979 bis 1986 Redakteurin der Zeitschrift Emma. 1986 machte sie sich als freie Autorin selbstständig und war unter anderem für den WDR tätig.
1987 wurde Strobl von einem Beamten des Bundeskriminalamts (BKA) in einem Fernsehbericht über die Emma-Redaktion als eine Frau auf einem Überwachungsvideo erkannt. Das Video stammte aus einer Fahndungsmaßnahme gegen die terroristische Organisation Revolutionäre Zellen. Strobl war dabei gefilmt worden, wie sie einen vom BKA präparierten Wecker kaufte. Dessen markierte Teile wurden in den Überresten einer Bombe gefunden, die 1986 am Verwaltungsgebäude der Lufthansa in Köln explodiert war.
Strobl wurde als Terrorismusverdächtige in Untersuchungshaft genommen und im Juni 1989 wegen Unterstützung einer terroristischen Vereinigung und Beihilfe zum Herbeiführen einer Sprengstoffexplosion zu fünf Jahren Haft verurteilt. Sie habe Sextourismus nicht nur in Wort und Schrift angeprangert, sondern ihr Engagement auch in die Tat umgesetzt und beim Anschlag gegen die Lufthansa geholfen. Von Dezember 1987 bis zu ihrer Freilassung im Mai 1990 war sie in Isolationshaft.
Strobl erfuhr in Teilen öffentliche Unterstützung, weil die Beweislage für die ihr zur Last gelegten Verbrechen dürftig waren und sie die Tatbeteiligung damals bestritt. Zu den Erstunterzeichnern eines von der Emma initiierten Appells „Freiheit für Ingrid Strobl“ gehörten Elfriede Jelinek, Dieter Hildebrandt und Jan Philipp Reemtsma. In Köln demonstrierten 10.000 Menschen. In einer Revisionsverhandlung vor dem Bundesgerichtshof im Mai 1990 hoben die Richter das Urteil laut Spiegel „in entscheidenden Punkten“ auf und verwiesen zurück an das Oberlandesgericht Düsseldorf. Wegen Beihilfe zum Herbeiführen einer Sprengstoffexplosion wurde sie dort zu drei Jahren Haft verurteilt. In Anrechnung der Untersuchungshaft wurde die noch nicht verbüßte Reststrafe von sechs Monaten zur Bewährung ausgesetzt.
In ihrem 2020 erschienenen autobiografischen Buch Vermessene Zeit. Der Wecker, der Knast und ich bekennt sie, gewusst zu haben, dass der Wecker für einen Sprengstoffanschlag gedacht war, und reflektiert ihren politischen Aktivismus und die Haftzeit.
Ingrid Strobl starb am 25. Jänner 2024 im Alter von 71 Jahren in Köln. In ihrem Nachruf schrieb Doris Akrap, Ingrid Strobl habe sich Zeit ihres Lebens mit der Geschichte der Frauen beschäftigt und unermüdlich recherchiert und publiziert. Nach ihrem Gefängnisaufenthalt habe sie sich nicht weiter mit sich selbst beschäftigt, sondern die Schicksale anderer Frauen in den Vordergrund gestellt. Strobl habe immer gekämpft „wie eine wahre Heldin“, schrieb Roland Kaufhold. Es sei vor allem ihr Verdienst, dass es Wissen über den jüdischen Widerstand in Deutschland überhaupt gibt. Als ihre „vielleicht bedeutsamste“ Leistung nennt er die Übersetzung von Chaika Grossmans Werk Die Untergrundarmee. Der jüdische Widerstand in Bialystok. Christopher Wimmer würdigte zudem ihre Auseinandersetzung mit dem Antisemitismus und Antizionismus in der radikalen Linken.

## Werk
Strobl schrieb Sachbücher und Romane, Kurzgeschichten, Hörfunkfeatures und drehte Dokumentarfilme. Die Schwerpunkte ihrer publizistischen Arbeit waren frauenspezifische Themen.
In den 1980er und 1990er Jahren recherchierte Strobl zur Geschichte von Frauen im Widerstand gegen den Holocaust und die deutsche Besatzung. Sie legte dazu zwei Monografien vor. In der Untersuchungshaft schrieb sie das Buch „Sag nie, du gehst den letzten Weg.“ Frauen im bewaffneten Widerstand gegen Faschismus und deutsche Besatzung (1989). In zwei Kapiteln, Widerstand in Westeuropa und Jüdischer Widerstand in Osteuropa, trug sie Lebensgeschichten von Partisaninnen, Jüdinnen und Kommunistinnen im militanten Widerstand zusammen, die von der offiziellen Geschichtsschreibung übergangen wurden, wie die der Niederländerin Hannie Schaft, das „Mädchen mit den roten Haaren“.
Das Buch steht nach Der weibliche Name des Widerstands (1980) von Marie-Thérèse Kerschbaumer in einer Reihe von dokumentarischen Büchern über weiblichen Widerstand gegen Nationalsozialismus und Faschismus, die erst in den 1980er Jahren in der Folge der neuen Frauenbewegung entstanden. Es widerspricht dem Vorwurf, Frauen hätten nur passiven (karitativen) Widerstand geleistet, und dem Bild eines herkömmlichen Weiblichkeitsverständnisses. Im letzten Kapitel des Buchs Der Weg in den bewaffneten Widerstand schreibt Strobl: „Wenn Frauen sogar fähig waren, die an allen Fronten siegreiche deutsche Armee zu bekämpfen, die allmächtige und grausame Gestapo in Angst und Schrecken zu versetzen, dann sind Frauen womöglich fähig, sich auch gegen weniger bedrohliche Gegner zur Wehr zu setzten,[…] dann verblaßt womöglich das Bild vom schwachen Geschlecht, das vom Manne beschützt werden muß“.
Das zweite Buch zu dem Thema ist die 1998 erschienene vergleichende Studie Die Angst kam erst danach über jüdische Frauen im Widerstand zwischen 1939 und 1945. Strobl zeigt anhand von Beispielen aus fünf Ländern „spezifische Formen des weiblichen Widerstands“, zeichnet die Unterschiede und Gemeinsamkeiten nach und folgt den überlebenden Frauen auch in der Nachkriegszeit. Dabei stehen zwei Merkmale im Vordergrund: das Jüdische und das Weibliche. Neben schriftlichen Quellen wie Briefe, Tagebücher und Dokumente führte Strobl circa 60 Interviews mit Überlebenden.
Strobl übersetzte aus dem Englischen den autobiografischen Bericht von Chaika Grossman Die Untergrundarmee über den jüdischen Widerstand in Bialystok und schrieb dazu das Vorwort. Ihr Dokumentarfilm „Mir zeynen do!“. Der Ghettoaufstand und die Partisaninnen von Bialystok liegt in hebräischer Übersetzung auch in den Archiven Yad Vashem und Beit Lochamej haGeta’ot vor. 1995 kuratierte sie zusammen mit Arno Lustiger und Georg Heuberger die Ausstellung Im Kampf gegen Besatzung und „Endlösung“. Widerstand der Juden in Europa 1939–1945 für das Jüdische Museum Frankfurt.
In dem Sachbuch Es macht die Seele kaputt von 2006 porträtierte Strobl drogenabhängige Frauen, die sich auf dem Straßenstrich prostituieren. Sie vermittle einen „realistischen Einblick in das Leben von Junkiefrauen“, ihr Buch sei „sensibel, hintergründig und niemals voyeuristisch“ befand die Rezension in der Frankfurter Rundschau.

## Veröffentlichungen

### Bücher
- Sag nie, du gehst den letzten Weg. Frauen im bewaffneten Widerstand gegen Faschismus und deutsche Besatzung. Fischer, 1989, ISBN 3-596-24752-7.
  - Partisanas. Women in the Armed Resistance to Fascism and German Occupation (1936-1945), Übersetzung von Paul Sharkey, AK Press, Edinburgh 2008, ISBN 978-1-904859-69-7.
- Frausein allein ist kein Programm. Kore Verlag, Freiburg i. Breisgau 1989, ISBN 3-926023-20-1.
- Anna und das Anderle. Eine Recherche. (Fiktionale Darstellung) Fischer, Frankfurt am Main 1995, ISBN 3-596-22382-2.[19]
- Die Angst kam erst danach. Jüdische Frauen im Widerstand 1939–1945. Frankfurt am Main 1998, ISBN 3-596-13677-6.
- „Ich hätte sie gerne noch vieles gefragt“. Töchter und der Tod der Mutter. Fischer, Frankfurt 2004, ISBN 3-596-15431-6.
- Ende der Nacht. Orlanda Frauenverlag, Oktober 2005, ISBN 3-936937-33-8. (Roman)
- Es macht die Seele kaputt. Junkiefrauen auf dem Strich. Orlanda Frauenverlag 2006, ISBN 3-936937-35-4.
- Tödliches Karma. Emons Verlag, Köln 2008, ISBN 978-3-89705-551-3. (Köln-Krimi)
- Endstation Nippes. Emons Verlag, Köln 2010, ISBN 978-3-89705-773-9. (Köln-Krimi)
- Respekt: Anders miteinander umgehen! Pattloch. München 2010, ISBN 3-629-02240-5.
- Vermessene Zeit. Der Wecker, der Knast und ich. Edition Nautilus, Hamburg 2020, ISBN 978-3-96054-228-5.

### Hörfunkfeatures
- 2013: Old Man Prison Blues – Regie: Thom Kubli (WDR, 52 Min.)[20]
- 2018: Eine Hommage an Chaika Grossmann (SWR2, ARD Audiothek)[21]
- 2020: Gesellschaftliche Aufsteiger – Leben zwischen den Welten (SWR2-Hörfunk)[22]

### Dokumentarfilme für den WDR
- 1995: „Sag keinem, wer du bist“. Die Rettung jüdischer Kinder in Belgien.
- 1997: Chasias Kinder. Vom Überleben jüdischer Kinder in Polen.
- 1999: Die anderen Heimkehrer. Die Rückkehr der Emigranten nach Deutschland.[23]
- 2000: Sie kamen und sie blieben.[24]
- 2002: Die Geschichte der Neuen Frauenbewegung.
- 2004: Die Geschichte der ökologischen Bewegung.